# Xanthorhoe inclinataria
Xanthorhoe inclinataria là một loài bướm đêm trong họ Geometridae.